# ۲۰۳۳ (میلادی)
۲۰۳۳ (میلادی) ۲۰۳۳مین سال تقویم میلادی است.

## درگذشتگان
‎